# Цемески залив
Цемѐският залив или Новоросийски залив (на руски: Цемесская бухта, Новороссийская бухта) е залив в североизточната част на Черно море, в северната част на Кавказкото крайбрежие, в Краснодарски край на Русия. Вдава се навътре в сушата на 15 km. Ширина на входа от Суджукската коса на северозапад до нос Дооб на югоизток 9 km, ширина в средната част 4,6 km. Дълбочина 21 – 27 m. Бреговете му на югозапад са ниски, а на североизток високи и слабо разчленени. В северозападния му ъгъл се влива река Цемес. През есента и зимата голяма опасност за корабоплаването представлява вятърът бора, който духа с ураганна сила. На брега на залива е разположен град Новоросийск.